# Hans Wandal
 For alternative betydninger, se Hans Wandal (flertydig). (Se også artikler, som begynder med Hans Wandal)
Hans Wandal (26. januar 1624 – 1. maj 1675)
født i Viborg og søn af biskop Hans Iversen Wandal og Margrethe Hansdatter Burchardsen.

Han var professor ved Københavns Universitet 1652-1668 og biskop over Sjælland fra 1668 til sin død.

## Opvækst og uddannelse
Da Wandal var to år gammel kom han i huset hos sin mormoder Cathrine Nielsdatter Bagger, enke efter rådmand J. Burchardsen i Odense og sønnedatter af den bekendte handelsmand Oluf Bager (I, 413, nogle yngre slægtled kaldte sig Bagger). Under Kejserkrigen flygtede hun 1627 til Holland og tog drengen med.
1631 kom han tilbage fra Amsterdam og blev derefter undervist i hjemmet, hvor han under vejledning af sin morbroder, magister Ole Hansen Bagger, især gjorde god fremgang i de orientalske sprog: hebraisk, syrisk og arabisk. 1641 kom han i Viborg Skole, hvorfra han blev student 1642. 1644 tog han teologisk eksamen og blev 1645 indskrevet ved Sorø Akademi, måske som hovmester for en adelsjunker.
1647 disputerede han for det kongelige rejsestipendium og rejste 1648 over Holland til Strassburg. Efter et kort studieophold i Basel besøgte han flere tyske universiteter og opholdt sig i længere tid i Leipzig, hvor han 1651 udgav et stridsskrift om kronologien i Christi lidelseshistorie, rettet imod en ung dansk matematiker, Villum Lange (X, 48).
Under sit ophold i Tyskland trådte han i venskabsforhold til Georg Calixt i Helmstedt (III, 338), men sluttede sig senere til hans modstandere, den sachsiske hofpræst dr. Jacob Weller og generalsuperintendent dr. Stephan Klotz (IX, 239).
Efter hans hjemkomst 1651 overdrog kansleren Christen Thomesen Sehested ham at holde forelæsninger som repetent, hjælpelærer, for de unge teologer. 1652 blev han professor i hebraisk, 1653 magister, 1655 professor i teologi
og 1657 dr. theol..
Fra 1659 af var han under svenskekrigene i 20 måneder universitetets rektor, og 1660 mødte han og Thomas Bang på Rigsdagen som universitetets repræsentanter.

## Modskrift mod katolsk stridsskrift, 1665
Den frihed, hvormed fremmede af andre trossamfund, særlig da
katolikkerne, bevægede sig her inde på Frederik 3.'s tid,
forargede den danske gejstlighed. Kongens svoger, hertug Johan Frederik
af Hannover, var 1651 gået over til Den katolske Kirke
og opholdt sig derefter ofte i længere tid ved det danske hof.

Med ham fulgte som skriftefader en italiener, Valerio Maccioni,
der i høj grad kunne glæde sig ved kongens gunst. Efter hans
opfordring udgav Maccioni 1663 et stridsskrift: «Nubes lucida»
om Bibelen og traditionen, rettet imod Calixt, men i virkeligheden
et forsvar og en anbefaling for Romerkirken.

Herimod rettede
Wandal 1665 et modskrift, kaldet: «Nubes sine aqva» (en sky uden
vand), der vistnok er forfattet efter samråd med ansete gejstlige.

Han udgav det dog ikke under sit navn – måske for ikke at
støde kongen. En ung teolog, Chr. Andersen Høysgaard, måtte
lægge navn til.

Wandal synes i det hele taget at have været
ængstelig over for alt, hvad der kunne udlægges som majestætsforbrydelse,
og det skyldtes ham, at den teologiske professor Christian Nold (XII,306)
blev afsat, fordi han i en ny udgave af en logik til
skolebrug iblandt sætninger, hvorom der kunne strides, havde opstillet
den, at valgte fyrster er bedre end fødte.

## Wandals store værk «Juris Regii libri VI» om majestætsretten
1663-1672 udgav Wandal sit store værk: «Juris Regii libri VI» (seks bøger
om majestætsretten). Udgangspunktet er hævdelsen af
kongemagten som en guddommelig nådegave, der ikke beror på folkets
valg, men på salvelsen.

Af særlig interesse er i denne
forbindelse værkets 4. bog, hvori han omhandler majestætens kirkelige
myndighed, som han dog indskrænker til en styrelse af kirkens
ydre anliggender og til en forvaltning af kirkens ejendomme.

Den indre åndelige myndighed udøves af præstestanden, men det
påhviler kongen at sammenkalde synoder af gejstlige mænd samt
at bekræfte og håndhæve deres bestemmelser.

Kaldsretten til
alle gejstlige embeder hævder han som majestætens ret, hvis
udøvelse vel kan overdrages til andre, men kongen står dog til
ansvar for måden, hvorpå den udøves. Dog benægter Wandal ikke
menighedens ret til at have en stemme med ved valget, men
han giver ingen anvisning på, hvorledes dette forhold skal
ordnes. Med hensyn til kirkegodsets styrelse lægger han særlig
vægt på, at det efter sin oprindelige bestemmelse anvendes til
gudeligt brug.

## Biskop over Sjællands stift 1668
Førend Wandal havde fuldendt dette omfattende værk,
var han 1668 blevet udnævnt til biskop over Sjællands stift efter
ærkebiskop Hans Svane, men ærkebiskop blev han ikke. 1670 holdt
han sørgetale over Frederik 3., og 1671 salvede han Christian 5.
i Frederiksborg Slotskirke. 1670 havde han sæde i en kommission,
som skulle forhandle om et forslag, der var udgået fra det
sachsiske hof. Det gik ud på oprettelsen af en almindelig
kirkedomstol og fælles kirkeret for alle lutheranere.

Kommissionen anbefalede det, men det blev ikke gennemført. Da det nylig
oprettede Kommercekollegium 1672 indgav et forslag til kongen
om fri religionsudøvelse såvel for kristne af alle konfessioner som
for jøder, og da flere medlemmer af statsrådet (betegnet Gehejmekonseil) gav Kollegiet
medhold, indsendte Wandal en alvorlig protest derimod. For at
godtgøre det forkastelige i den foreslåede religionsfrihed støtter han
sig til den grundsætning, at den sande religions opretholdelse er
landsherrens første pligt.
Men tillige fremhæver han de politiske
grundsætninger, som jesuitter og calvinister havde fremsat, og som
måtte gøre deres tilhængere farlige for den suveræne kongemagt.
Wandal opnåede til dels sit øjemed for så vidt, som det nævnte
forslag blev henlagt, men han kunne dog ikke forhindre, at
regeringen i praksis fulgte de i forslaget fremsatte anskuelser.

## Modskrift mod jesuiten Heinrich Kircher – vedrørende præsters rette kaldelse og ordination
Da en katolsk præst, jesuiten Heinrich Kircher, gjorde
propaganda for Den katolske Kirke og 1672 udgav: «Nordstern, Führer
zur Seligkeit» til vejledning for nordboere, forfattede Wandal et
modskrift.

Kircher havde påstået, at intet samfund uden for
Romerkirken havde rigtige præster. De manglede den rette kaldelse
og den rette ordination. Hertil svarede Wandal, at kaldsretten hørte
til kongens majestætsrettigheder. Med hensyn til ordinationen
indrømmede han håndspålæggelsens store betydning som
apostolisk skik, men han gjorde tillige opmærksom på, at den altid
blev iagttaget i Den danske Kirke, og når man påstod en
forskel mellem bispe- og præsteordination og for den førstes
retmæssighed krævede successio personalis, holdt han sig til, at skriften
ikke kendte denne forskel, samt at det også for den romerske
stol var meget vanskeligt at godtgøre den uafbrudte følgerække.
Dette modskrift udkom dog først efter Wandals død. Han havde
bestemt at udgive det som en disputats, der skulle indlede den
store teologiske doktorpromotion, som kongen havde befalet ham
at afholde, og hvortil skulle indbydes 11 ansete teologer.
Wandal havde fastsat den til at afholdes i maj 1675.
27. august 1653 havde han ægtet Anna Catharine (død 1678),
datter af biskop Peder Winstrup (1605-79) i Lund. ( – ikke at forveksle med sin far Peder Vinstrup, 1549-1614, biskop over Sjælland fra 1590.) De fik sønnen Hans Vandal.
R. Vinding: Regia academia Hauniensis. S. 397 ff.
Zwergius:  Siellandske Clerisie I, 290 ff.
S. M. Gjellerup